# Upplands runinskrifter 750
Upplands runinskrifter 750 är en vikingatida runsten av blågrå skiffrig stenart i Viggeby, Husby-Sjutolfts socken och Enköpings kommun. Runstenen är 1,65 meter hög och 1,25 meter bred samt 0,4 meter tjock. Runinskriften har drak- och ormslingor lagda i åttformiga figurer. Stenen är ristad och signerad av Balle.

## Inskriften
Translitterering av runraden:
· saibiorn · auk · fraikaiʀ · þaiʀ · litu ·· raisa · sthin · þinsa · at · hiulmfast · broþur · (s)in ·· bali · risti ·
Normalisering till runsvenska:
Sæbiorn ok Frøygæiʀʀ þæiʀ letu ræisa stæin þennsa at Holmfast/Hialmfast, broður sinn. Balli risti.
Översättning till nusvenska:
Säbjörn och Fröger de läto resa denna sten efter Holmfast, sin broder. Balle ristade.